# Тернівська територіальна громада
Тернівська територіальна громада — територіальна громада в Україні, в новоствореному Павлоградському районі Дніпропетровської області, з адміністративним центром у місті Тернівка.

## Загальна інформація
Площа території — 14,3 км², населення громади — 27 650 осіб, з них: міське — 27 635 осіб, сільське — 15 осіб (2020 р.).

## Населені пункти
До складу громади увійшли м. Тернівка та село Зелена Долина.

## Історія
Утворена у 2020 році, відповідно до розпорядження Кабінету Міністрів України № 709-р від 12 червня 2020 року «Про визначення адміністративних центрів та затвердження територій територіальних громад Дніпропетровської області», з територією та населеними пунктами Тернівської міської ради Дніпропетровської області у складі.